# Takeo (imię)
Takeo (jap. たけお, タケオ) – męskie imię japońskie.

## Możliwa pisownia
Takeo można zapisać używając wielu różnych znaków kanji i może znaczyć m.in.:
- 武夫, „wojownik, człowiek”
- 武雄, „wojownik, odważny”
- 猛雄, „gwałtowny, odważny”
- 健男, „zdrowie, mężczyzna”

## Znane osoby
- Takeo Ando (武夫), japoński profesjonalny gracz Go
- Takeo Arishima (武郎), japoński pisarz
- Takeo Doi (武夫), japoński konstruktor i projektant lotniczy
- Takeo Fukuda (赳夫),  japoński prawnik, polityk, 67. premier Japonii
- Takeo Hatanaka (武夫), japoński astronom
- Takeo Hirose (武夫), oficer Japońskiej Cesarskiej Marynarki Wojennej
- Takeo Itō (武夫), generał Japońskiej Cesarskiej Marynarki Wojennej
- Takeo Ischi (石井健雄), japoński jodler, aktywny w Niemczech
- Takeo Kajiwara (武雄),  japoński profesjonalny gracz Go
- Takeo Kawamura (丈夫), japoński baseballista
- Takeo Kawamura (建夫), japoński polityk
- Takeo Kimura (威夫), japoński filmowiec
- Takeo Kurita (健男), wiceadmirał Japońskiej Cesarskiej Marynarki Wojennej podczas II wojny światowej
- Takeo Miki (武夫), japoński polityk, 66. premier Japonii
- Takeo Miratsu (健雄), japoński kompozytor muzyki do gier wideo i anime
- Takeo Nishioka (武夫), japoński polityk
- Takeo Shimotori (武雄), japoński zapaśnik
- Takeo Takahashi (武夫), były japoński piłkarz
- Takeo Takagi (武雄), admirał Japońskiej Cesarskiej Marynarki Wojennej
- Takeo Takahashi (丈夫), japoński reżyser filmów animowanych
- Takeo Wakabayashi (竹雄), japoński piłkarz.
- Takeo Yasuda (武雄), generał Japońskiej Cesarskiej Marynarki Wojennej
- Takeo Yoshikawa (猛夫), japoński funkcjonariusz wywiadu Cesarskiej Marynarki Wojennej

## Fikcyjne postacie
- Takeo Takakura (武男), bohater mangi i anime Magic User's Club
- Takeo Tsurumaru (丈夫), bohater mangi i anime Shadow Star